# Futbol'nyj Klub Amkar Perm' 2014-2015
Questa voce raccoglie le informazioni riguardanti l'Amkar Perm' nelle competizioni ufficiali della stagione 2014-2015.

## Rosa
| N. |                               | Ruolo | Calciatore           |
| -- | ----------------------------- | ----- | -------------------- |
| 1  | Russia (bandiera)             | P     | Roman Gerus          |
| 3  | Bulgaria (bandiera)           | D     | Petăr Zanev          |
| 4  | Russia (bandiera)             | D     | Maksim Batov         |
| 5  | Polonia (bandiera)            | C     | Janusz Gol           |
| 6  | Russia (bandiera)             | D     | Aleksej Nikitin      |
| 7  | Bulgaria (bandiera)           | C     | Georgi Peev          |
| 8  | Russia (bandiera)             | C     | Igor Kireev          |
| 9  | Russia (bandiera)             | A     | Aleksandr Prudnikov  |
| 10 | Moldavia (bandiera)           | A     | Igor Picușceac       |
| 11 | Macedonia del Nord (bandiera) | A     | Marko Simonovski     |
| 13 | Bielorussia (bandiera)        | C     | Sergej Balanovich    |
| 14 | Bulgaria (bandiera)           | D     | Zahari Sirakov       |
| 16 | Nigeria (bandiera)            | C     | Brian Idowu          |
| 17 | Estonia (bandiera)            | C     | Konstantin Vassiljev |
| 19 | Russia (bandiera)             | C     | Aleksandr Kolomejcev |
| 21 | Russia (bandiera)             | D     | Dmitrij Belorukov    |

| N. |                        | Ruolo | Calciatore           |
| -- | ---------------------- | ----- | -------------------- |
| 22 | Russia (bandiera)      | D     | Andrej Semёnov       |
| 23 | Russia (bandiera)      | D     | Ivan Čerenčikov      |
| 24 | Kazakistan (bandiera)  | D     | Alekseý Popov        |
| 26 | Slovacchia (bandiera)  | A     | Martin Jakubko       |
| 27 | Russia (bandiera)      | C     | Vadim Gagloev        |
| 32 | Paesi Bassi (bandiera) | C     | Gianluca Nijholt     |
| 33 | Serbia (bandiera)      | D     | Branko Jovičić       |
| 43 | Russia (bandiera)      | A     | Evgenij Tjukalov     |
| 50 | Russia (bandiera)      | D     | Michail Smirnov      |
| 63 | Russia (bandiera)      | A     | Stanislav Matjaš     |
| 66 | Russia (bandiera)      | C     | Artur Rjabokobylenko |
| 85 | Slovacchia (bandiera)  | C     | Michal Breznaník     |
| 91 | Ucraina (bandiera)     | D     | Bohdan Butko         |

## Risultati

### Campionato
| Groznyj 4 agosto 2014 1ª giornata | Terek Groznyj | 4 – 0 referto | Amkar Perm' | Achmat-Arena |

| Perm' 8 agosto 2014 2ª giornata | Amkar Perm' | 0 – 1 referto | Ufa | Stadio Zvezda |

| Ramenskoe 12 agosto 2014 3ª giornata | Torpedo Mosca | 1 – 1 referto | Amkar Perm' | Saturn Stadium |

| Krasnodar 18 agosto 2014 4ª giornata | Kuban' | 1 – 0 referto | Amkar Perm' | Stadio Kuban' |

| Arbitro: | Aleksej Nikolaev |

|                    |           |  |
| Šatov 11’ Hulk 22’ | Marcatori |  |

| Perm' 30 agosto 2014 6ª giornata | Amkar Perm' | 2 – 0 referto | Spartak Mosca | Stadio Zvezda |

| Perm' 15 settembre 2014 7ª giornata | Amkar Perm' | 2 – 1 referto | Ural | Stadio Zvezda |

| Perm' 22 settembre 2014 8ª giornata | Amkar Perm' | 1 – 2 referto | Krasnodar | Stadio Zvezda |

| Mosca 28 settembre 2014 9ª giornata | Lokomotiv Mosca | 3 – 1 referto | Amkar Perm' | Stadio Lokomotiv |

| Perm' 30 aprile 2015 10ª giornata | Amkar Perm' | 2 – 0 referto | Dinamo Mosca | Stadio Zvezda |

| Perm' 25 ottobre 2014 11ª giornata | Amkar Perm' | 2 – 0 referto | Rostov | Stadio Zvezda |

| Kazan' 3 novembre 2014 12ª giornata | Rubin | 1 – 1 referto | Amkar Perm' | Kazan Arena |

| Perm' 8 novembre 2014 13ª giornata | Amkar Perm' | 0 – 1 referto | Mordovija | Stadio Zvezda |

| Tula 23 novembre 2014 14ª giornata | Arsenal Tula | 4 – 0 referto | Amkar Perm' | Stadio Arsenal |

| Rostov sul Don 28 novembre 2014 15ª giornata | Rostov | 1 – 1 referto | Amkar Perm' | Stadio Olimp-2 |

| Chimki 2 dicembre 2014 16ª giornata | CSKA Mosca | 2 – 1 referto | Amkar Perm' | Arena Chimki |

| Chimki 7 dicembre 2014 17ª giornata | Dinamo Mosca | 5 – 0 referto | Amkar Perm' | Arena Chimki |

| Perm' 9 marzo 2015 18ª giornata | Amkar Perm' | 0 – 0 referto | Torpedo Mosca | Stadio Zvezda |

| Saransk 14 marzo 2015 19ª giornata | Ufa | 1 – 1 referto | Amkar Perm' | Start Stadion |

| Ekaterinburg 21 marzo 2015 20ª giornata | Ural | 1 – 0 referto | Amkar Perm' | Manež Ural |

| Perm' 4 aprile 2015 21ª giornata | Amkar Perm' | 0 – 3 referto | Rubin | Stadio Zvezda |

| Saransk 7 aprile 2015 22ª giornata | Mordovija | 1 – 0 referto | Amkar Perm' | Start Stadion |

| Perm' 13 aprile 2015 23ª giornata | Amkar Perm' | 1 – 0 referto | CSKA Mosca | Stadio Zvezda |

| Perm' 20 aprile 2015 24ª giornata | Amkar Perm' | 0 – 1 referto | Arsenal Tula | Stadio Zvezda |

| Perm' 25 aprile 2015 25ª giornata | Amkar Perm' | 2 – 1 referto | Terek Groznyj | Stadio Zvezda |

| Perm' 3 maggio 2015 26ª giornata | Amkar Perm' | 1 – 1 referto | Lokomotiv Mosca | Stadio Zvezda |

| Krasnodar 11 maggio 2015 27ª giornata | Krasnodar | 1 – 1 referto | Amkar Perm' | Stadio Kuban' |

| Perm' 16 maggio 2015 28ª giornata | Amkar Perm' | 1 – 0 referto | Kuban' | Stadio Zvezda |

| Arbitro: | Sergej Karasëv |

|                 |           |  |
| Kolomeytsev 38’ | Marcatori |  |

| Mosca 30 maggio 2015 30ª giornata | Spartak Mosca | 3 – 3 referto | Amkar Perm' | Otkrytie Arena |

### Coppa di Russia
| Tichvin 25 settembre 2014 Sedicesimi di finale | Tosno | 0 – 0 referto | Amkar Perm' | Stadio Kirovec |